# 菲格 (北卡羅萊納州)
菲格（英語：Fig）是位於美國北卡羅萊納州阿什縣的非建制地區。

## 歷史
菲格的郵局於1888年設立，其後於1969年停運。

## 地理
菲格所處的海拔為高於海平面854米（即2802英呎），而該地所採用的時區為UTC-5，即北美东部时区（EST）。同時該地設有夏令時間，為UTC-5調快一小時，即UTC-4（EDT）。